# Liste der Nummer-eins-Hits in den britischen Charts (1989)
Dies ist eine Liste der Nummer-eins-Hits in den britischen Charts im Jahr 1989. Sie basiert auf den Official Singles Chart Top 100 und den Official Albums Chart Top 75, die vom Chart Information Network ermittelt wurden. Es gab in diesem Jahr 18 Nummer-eins-Singles und 27 Nummer-eins-Alben.

## Singles
| ← 1988 ← | Liste der Nummer-eins-Hits in den britischen Charts | Liste der Nummer-eins-Hits in den britischen Charts                | Liste der Nummer-eins-Hits in den britischen Charts | 1990 →                    |
| \| Zeitraum \| Wo. ges. \| Interpret \| Titel Autor(en) \| Zusätzliche Informationen \| \| (Zeitraum, Wochen auf Platz eins, Interpret, Titel, Autor[en], zusätzliche Informationen) \| \| \| \| \| \| ----------------------------------------------------------------------------------------- \| -------- \| ------------------------------------------------------------------ \| ------------------------------------- \| ------------------------- \| \| 1. Januar 1989 – 20. Januar 1989 3 Wochen \| 3 \| Kylie Minogue & Jason Donovan \| Especially for You \| – \| \| 21. Januar 1989 – 18. Februar 1989 4 Wochen \| 4 \| Marc Almond & Gene Pitney \| Something’s Gotten Hold of My Heart \| – \| \| 19. Februar 1989 – 4. März 1989 2 Wochen \| 2 \| Simple Minds \| Belfast Child (Ballad of the Streets) \| – \| \| 5. März 1989 – 18. März 1989 2 Wochen \| 2 \| Jason Donovan \| Too Many Broken Hearts \| – \| \| 19. März 1989 – 8. April 1989 3 Wochen \| 3 \| Madonna \| Like a Prayer \| – \| \| 9. April 1989 – 6. Mai 1989 4 Wochen \| 4 \| Bangles \| Eternal Flame \| – \| \| 7. Mai 1989 – 13. Mai 1989 1 Woche \| 1 \| Kylie Minogue \| Hand on Your Heart \| – \| \| 14. Mai 1989 – 3. Juni 1989 3 Wochen \| 3 \| Gerry Marsden, Paul McCartney, Holly Johnson, The Christians u. a. \| Ferry Cross the Mersey \| – \| \| 4. Juni 1989 – 17. Juni 1989 2 Wochen \| 2 \| Jason Donovan \| Sealed with a Kiss \| – \| \| 18. Juni 1989 – 15. Juli 1989 4 Wochen \| 4 \| Soul II Soul feat. Caron Wheeler \| Back to Life (However Do You Want Me) \| – \| \| 16. Juli 1989 – 29. Juli 1989 2 Wochen \| 2 \| Sonia \| You’ll Never Stop Me Loving You \| – \| \| 30. Juli 1989 – 2. September 1989 5 Wochen \| 5 \| Jive Bunny & the Mastermixers \| Swing the Mood \| – \| \| 3. September 1989 – 14. Oktober 1989 6 Wochen \| 6 \| Black Box \| Ride on Time \| – \| \| 15. Oktober 1989 – 4. November 1989 3 Wochen \| 3 \| Jive Bunny & the Mastermixers \| That’s What I Like \| – \| \| 5. November 1989 – 18. November 1989 2 Wochen \| 2 \| Lisa Stansfield \| All Around the World \| – \| \| 19. November 1989 – 9. Dezember 1989 3 Wochen \| 3 \| New Kids on the Block \| You Got It (The Right Stuff) \| – \| \| 10. Dezember 1989 – 16. Dezember 1989 1 Woche \| 1 \| Jive Bunny & the Mastermixers \| Let’s Party \| – \| \| 17. Dezember 1989 – 6. Januar 1990 3 Wochen \| 3 \| Band Aid II \| Do They Know It’s Christmas? \| – \| |                                                     |                                                                    |                                                     |                           |
| ← 1988 |                                                     |                                                                    |                                                     | → 1990 →                  |
| Zeitraum | Wo. ges.                                            | Interpret                                                          | Titel Autor(en)                                     | Zusätzliche Informationen |
| (Zeitraum, Wochen auf Platz eins, Interpret, Titel, Autor[en], zusätzliche Informationen) |                                                     |                                                                    |                                                     |                           |
| 1. Januar 1989 – 20. Januar 1989 3 Wochen | 3                                                   | Kylie Minogue & Jason Donovan                                      | Especially for You                                  | –                         |
| 21. Januar 1989 – 18. Februar 1989 4 Wochen | 4                                                   | Marc Almond & Gene Pitney                                          | Something’s Gotten Hold of My Heart                 | –                         |
| 19. Februar 1989 – 4. März 1989 2 Wochen | 2                                                   | Simple Minds                                                       | Belfast Child (Ballad of the Streets)               | –                         |
| 5. März 1989 – 18. März 1989 2 Wochen | 2                                                   | Jason Donovan                                                      | Too Many Broken Hearts                              | –                         |
| 19. März 1989 – 8. April 1989 3 Wochen | 3                                                   | Madonna                                                            | Like a Prayer                                       | –                         |
| 9. April 1989 – 6. Mai 1989 4 Wochen | 4                                                   | Bangles                                                            | Eternal Flame                                       | –                         |
| 7. Mai 1989 – 13. Mai 1989 1 Woche | 1                                                   | Kylie Minogue                                                      | Hand on Your Heart                                  | –                         |
| 14. Mai 1989 – 3. Juni 1989 3 Wochen | 3                                                   | Gerry Marsden, Paul McCartney, Holly Johnson, The Christians u. a. | Ferry Cross the Mersey                              | –                         |
| 4. Juni 1989 – 17. Juni 1989 2 Wochen | 2                                                   | Jason Donovan                                                      | Sealed with a Kiss                                  | –                         |
| 18. Juni 1989 – 15. Juli 1989 4 Wochen | 4                                                   | Soul II Soul feat. Caron Wheeler                                   | Back to Life (However Do You Want Me)               | –                         |
| 16. Juli 1989 – 29. Juli 1989 2 Wochen | 2                                                   | Sonia                                                              | You’ll Never Stop Me Loving You                     | –                         |
| 30. Juli 1989 – 2. September 1989 5 Wochen | 5                                                   | Jive Bunny & the Mastermixers                                      | Swing the Mood                                      | –                         |
| 3. September 1989 – 14. Oktober 1989 6 Wochen | 6                                                   | Black Box                                                          | Ride on Time                                        | –                         |
| 15. Oktober 1989 – 4. November 1989 3 Wochen | 3                                                   | Jive Bunny & the Mastermixers                                      | That’s What I Like                                  | –                         |
| 5. November 1989 – 18. November 1989 2 Wochen | 2                                                   | Lisa Stansfield                                                    | All Around the World                                | –                         |
| 19. November 1989 – 9. Dezember 1989 3 Wochen | 3                                                   | New Kids on the Block                                              | You Got It (The Right Stuff)                        | –                         |
| 10. Dezember 1989 – 16. Dezember 1989 1 Woche | 1                                                   | Jive Bunny & the Mastermixers                                      | Let’s Party                                         | –                         |
| 17. Dezember 1989 – 6. Januar 1990 3 Wochen | 3                                                   | Band Aid II                                                        | Do They Know It’s Christmas?                        | –                         |

## Alben
| ← 1988 ← | Liste der Nummer-eins-Hits in den britischen Charts | Liste der Nummer-eins-Hits in den britischen Charts | Liste der Nummer-eins-Hits in den britischen Charts | 1990 →                    |
| \| Zeitraum \| Wo. ges. \| Interpret \| Titel \| Zusätzliche Informationen \| \| (Zeitraum, Wochen auf Platz eins, Interpret, Titel, zusätzliche Informationen) \| \| \| \| \| \| ------------------------------------------------------------------------------ \| -------- \| ------------------------------------ \| -------------------------------- \| ------------------------- \| \| 1. Januar 1989 – 7. Januar 1989 1 Woche \| 1 \| (Verschiedene Interpreten) \| Now, That’s What I Call Music 13 \| – \| \| 8. Januar 1989 – 14. Januar 1989 1 Woche (insgesamt 2) \| 2 \| Erasure \| The Innocents \| – \| \| 15. Januar 1989 – 4. Februar 1989 3 Wochen \| 3 \| Roy Orbison \| The Legendary Roy Orbison \| – \| \| 5. Februar 1989 – 11. Februar 1989 1 Woche \| 1 \| New Order \| Technique \| – \| \| 12. Februar 1989 – 18. Februar 1989 1 Woche \| 1 \| Fine Young Cannibals \| The Raw and the Cooked \| – \| \| 19. Februar 1989 – 18. März 1989 4 Wochen (insgesamt 7) \| 7 \| Simply Red \| A New Flame \| – \| \| 19. März 1989 – 25. März 1989 1 Woche \| 1 \| Gloria Estefan & Miami Sound Machine \| Anything for You \| – \| \| 26. März 1989 – 8. April 1989 2 Wochen \| 2 \| Madonna \| Like a Prayer \| – \| \| 9. April 1989 – 22. April 1989 2 Wochen \| 2 \| Deacon Blue \| When the World Knows Your Name \| – \| \| 23. April 1989 – 29. April 1989 1 Woche (insgesamt 7) \| 7 \| Simply Red \| A New Flame \| – \| \| 30. April 1989 – 6. Mai 1989 1 Woche \| 1 \| Holly Johnson \| Blast! \| – \| \| 7. Mai 1989 – 13. Mai 1989 1 Woche \| 1 \| Simple Minds \| Street Fighting Years \| – \| \| 14. Mai 1989 – 27. Mai 1989 2 Wochen (insgesamt 4) \| 4 \| Jason Donovan \| Ten Good Reasons \| – \| \| 28. Mai 1989 – 3. Juni 1989 1 Woche \| 1 \| Queen \| The Miracle \| – \| \| 4. Juni 1989 – 17. Juni 1989 2 Wochen (insgesamt 4) \| 4 \| Jason Donovan \| Ten Good Reasons \| – \| \| 18. Juni 1989 – 24. Juni 1989 1 Woche \| 1 \| Paul McCartney \| Flowers in the Dirt \| – \| \| 25. Juni 1989 – 1. Juli 1989 1 Woche \| 1 \| Prince \| Batman \| – \| \| 2. Juli 1989 – 8. Juli 1989 1 Woche \| 1 \| Transvision Vamp \| Velveteen \| – \| \| 9. Juli 1989 – 15. Juli 1989 1 Woche \| 1 \| Soul II Soul \| Club Classics, Volume 1 \| – \| \| 16. Juli 1989 – 29. Juli 1989 2 Wochen (insgesamt 7) \| 7 \| Simply Red \| A New Flame \| – \| \| 30. Juli 1989 – 9. September 1989 6 Wochen \| 6 \| Gloria Estefan \| Cuts Both Ways \| – \| \| 10. September 1989 – 16. September 1989 1 Woche \| 1 \| London Stage Cast \| Aspects of Love \| – \| \| 17. September 1989 – 23. September 1989 1 Woche \| 1 \| Eurythmics \| We Too Are One \| – \| \| 24. September 1989 – 30. September 1989 1 Woche \| 1 \| Tina Turner \| Foreign Affair \| – \| \| 1. Oktober 1989 – 7. Oktober 1989 1 Woche \| 1 \| Tears for Fears \| The Seeds of Love \| – \| \| 8. Oktober 1989 – 14. Oktober 1989 1 Woche \| 1 \| Tracy Chapman \| Crossroads \| – \| \| 15. Oktober 1989 – 21. Oktober 1989 1 Woche \| 1 \| Kylie Minogue \| Enjoy Yourself \| – \| \| 22. Oktober 1989 – 4. November 1989 2 Wochen \| 2 \| Erasure \| Wild! \| – \| \| 5. November 1989 – 25. November 1989 3 Wochen \| 3 \| Chris Rea \| The Road to Hell \| – \| \| 26. November 1989 – 20. Januar 1990 8 Wochen (insgesamt 15) \| 15 \| Phil Collins \| … But Seriously \| – \| |                                                     |                                                     |                                                     |                           |
| ← 1988 |                                                     |                                                     |                                                     | → 1990 →                  |
| Zeitraum | Wo. ges.                                            | Interpret                                           | Titel                                               | Zusätzliche Informationen |
| (Zeitraum, Wochen auf Platz eins, Interpret, Titel, zusätzliche Informationen) |                                                     |                                                     |                                                     |                           |
| 1. Januar 1989 – 7. Januar 1989 1 Woche | 1                                                   | (Verschiedene Interpreten)                          | Now, That’s What I Call Music 13                    | –                         |
| 8. Januar 1989 – 14. Januar 1989 1 Woche (insgesamt 2) | 2                                                   | Erasure                                             | The Innocents                                       | –                         |
| 15. Januar 1989 – 4. Februar 1989 3 Wochen | 3                                                   | Roy Orbison                                         | The Legendary Roy Orbison                           | –                         |
| 5. Februar 1989 – 11. Februar 1989 1 Woche | 1                                                   | New Order                                           | Technique                                           | –                         |
| 12. Februar 1989 – 18. Februar 1989 1 Woche | 1                                                   | Fine Young Cannibals                                | The Raw and the Cooked                              | –                         |
| 19. Februar 1989 – 18. März 1989 4 Wochen (insgesamt 7) | 7                                                   | Simply Red                                          | A New Flame                                         | –                         |
| 19. März 1989 – 25. März 1989 1 Woche | 1                                                   | Gloria Estefan & Miami Sound Machine                | Anything for You                                    | –                         |
| 26. März 1989 – 8. April 1989 2 Wochen | 2                                                   | Madonna                                             | Like a Prayer                                       | –                         |
| 9. April 1989 – 22. April 1989 2 Wochen | 2                                                   | Deacon Blue                                         | When the World Knows Your Name                      | –                         |
| 23. April 1989 – 29. April 1989 1 Woche (insgesamt 7) | 7                                                   | Simply Red                                          | A New Flame                                         | –                         |
| 30. April 1989 – 6. Mai 1989 1 Woche | 1                                                   | Holly Johnson                                       | Blast!                                              | –                         |
| 7. Mai 1989 – 13. Mai 1989 1 Woche | 1                                                   | Simple Minds                                        | Street Fighting Years                               | –                         |
| 14. Mai 1989 – 27. Mai 1989 2 Wochen (insgesamt 4) | 4                                                   | Jason Donovan                                       | Ten Good Reasons                                    | –                         |
| 28. Mai 1989 – 3. Juni 1989 1 Woche | 1                                                   | Queen                                               | The Miracle                                         | –                         |
| 4. Juni 1989 – 17. Juni 1989 2 Wochen (insgesamt 4) | 4                                                   | Jason Donovan                                       | Ten Good Reasons                                    | –                         |
| 18. Juni 1989 – 24. Juni 1989 1 Woche | 1                                                   | Paul McCartney                                      | Flowers in the Dirt                                 | –                         |
| 25. Juni 1989 – 1. Juli 1989 1 Woche | 1                                                   | Prince                                              | Batman                                              | –                         |
| 2. Juli 1989 – 8. Juli 1989 1 Woche | 1                                                   | Transvision Vamp                                    | Velveteen                                           | –                         |
| 9. Juli 1989 – 15. Juli 1989 1 Woche | 1                                                   | Soul II Soul                                        | Club Classics, Volume 1                             | –                         |
| 16. Juli 1989 – 29. Juli 1989 2 Wochen (insgesamt 7) | 7                                                   | Simply Red                                          | A New Flame                                         | –                         |
| 30. Juli 1989 – 9. September 1989 6 Wochen | 6                                                   | Gloria Estefan                                      | Cuts Both Ways                                      | –                         |
| 10. September 1989 – 16. September 1989 1 Woche | 1                                                   | London Stage Cast                                   | Aspects of Love                                     | –                         |
| 17. September 1989 – 23. September 1989 1 Woche | 1                                                   | Eurythmics                                          | We Too Are One                                      | –                         |
| 24. September 1989 – 30. September 1989 1 Woche | 1                                                   | Tina Turner                                         | Foreign Affair                                      | –                         |
| 1. Oktober 1989 – 7. Oktober 1989 1 Woche | 1                                                   | Tears for Fears                                     | The Seeds of Love                                   | –                         |
| 8. Oktober 1989 – 14. Oktober 1989 1 Woche | 1                                                   | Tracy Chapman                                       | Crossroads                                          | –                         |
| 15. Oktober 1989 – 21. Oktober 1989 1 Woche | 1                                                   | Kylie Minogue                                       | Enjoy Yourself                                      | –                         |
| 22. Oktober 1989 – 4. November 1989 2 Wochen | 2                                                   | Erasure                                             | Wild!                                               | –                         |
| 5. November 1989 – 25. November 1989 3 Wochen | 3                                                   | Chris Rea                                           | The Road to Hell                                    | –                         |
| 26. November 1989 – 20. Januar 1990 8 Wochen (insgesamt 15) | 15                                                  | Phil Collins                                        | … But Seriously                                     | –                         |

Die Angaben basieren auf den offiziellen Verkaufshitparaden des Chart Information Networks für das Vereinigte Königreich. Die Datumsangaben beziehen sich auf das Gültigkeitsdatum der Charts, also jeweils die auf die Verkaufswoche folgende Woche.

## Jahreshitparaden
| ← 1988 ← | Liste der Nummer-eins-Hits in den britischen Charts | Liste der Nummer-eins-Hits in den britischen Charts   | Liste der Nummer-eins-Hits in den britischen Charts | 1990 →   |
| \| Singles \| Position# \| Alben \| \| ---------------------------------------------------------------------- \| --------- \| ----------------------------------------------------- \| \| Ride on Time Black Box \| 1 \| Ten Good Reasons Jason Donovan \| \| Swing the Mood Jive Bunny & the Mastermixers \| 2 \| A New Flame Simply Red \| \| Eternal Flame Bangles \| 3 \| … But Seriously Phil Collins \| \| Too Many Broken Hearts Jason Donovan \| 4 \| Anything for You Gloria Estefan & Miami Sound Machine \| \| Back to Life (However Do You Want Me) Soul II Soul feat. Caron Wheeler \| 5 \| Cuts Both Ways Gloria Estefan \| \| Something’s Gotten Hold of My Heart Marc Almond & Gene Pitney \| 6 \| Enjoy Yourself Kylie Minogue \| \| That’s What I Like Jive Bunny & the Mastermixers \| 7 \| Like a Prayer Madonna \| \| Pump Up the Jam Technotronic \| 8 \| The Raw and the Cooked Fine Young Cannibals \| \| Do They Know It’s Christmas? Band Aid II \| 9 \| Foreign Affair Tina Turner \| \| Like a Prayer Madonna \| 10 \| The Road to Hell Chris Rea \| |                                                     |                                                       |                                                     |          |
| ← 1988 |                                                     |                                                       |                                                     | → 1990 → |
| Singles | Position#                                           | Alben                                                 |                                                     |          |
| Ride on Time Black Box | 1                                                   | Ten Good Reasons Jason Donovan                        |                                                     |          |
| Swing the Mood Jive Bunny & the Mastermixers | 2                                                   | A New Flame Simply Red                                |                                                     |          |
| Eternal Flame Bangles | 3                                                   | … But Seriously Phil Collins                          |                                                     |          |
| Too Many Broken Hearts Jason Donovan | 4                                                   | Anything for You Gloria Estefan & Miami Sound Machine |                                                     |          |
| Back to Life (However Do You Want Me) Soul II Soul feat. Caron Wheeler | 5                                                   | Cuts Both Ways Gloria Estefan                         |                                                     |          |
| Something’s Gotten Hold of My Heart Marc Almond & Gene Pitney | 6                                                   | Enjoy Yourself Kylie Minogue                          |                                                     |          |
| That’s What I Like Jive Bunny & the Mastermixers | 7                                                   | Like a Prayer Madonna                                 |                                                     |          |
| Pump Up the Jam Technotronic | 8                                                   | The Raw and the Cooked Fine Young Cannibals           |                                                     |          |
| Do They Know It’s Christmas? Band Aid II | 9                                                   | Foreign Affair Tina Turner                            |                                                     |          |
| Like a Prayer Madonna | 10                                                  | The Road to Hell Chris Rea                            |                                                     |          |